# Blum Miklós
Blum Miklós, (Pápa, 1894. – 1915. november 2.) labdarúgó, csatár. Blum Zoltán, labdarúgó testvére. A sportsajtóban Blum II néven volt ismert. Az első világháborúban hősi halált halt.

## Pályafutása
1909-ben a Ferencvárosból igazolt a Szegedi AK-ba. 1912-ben visszaigazolt a Fradiba. Az 1912–13-as bajnokcsapat tagja volt. A Fradiban három mérkőzésen szerepelt (1 bajnoki, 2 hazai díjmérkőzés). 1913-tól ismét a SZAK játékosa lett.

## Sikerei, díjai
- Magyar bajnokság
  - bajnok: 1912–13